# タボリス・クラウド
タボリス・クラウド（Tavoris Cloud、1982年1月10日 - ）は、アメリカ合衆国の男性プロボクサー。フロリダ州タラハシー出身。元IBF世界ライトヘビー級王者。

## 来歴
2004年4月2日、プロデビューし、3回TKO勝ち。
2008年3月28日、18戦目のUSBA全米・NABA北米・NABO北米ライトヘビー級王座決定戦でマイク・ウッドと対戦し、初回KO勝ちで3つの王座を獲得した。
2008年8月8日、IBF世界ライトヘビー級王座挑戦者決定戦でフリオ・セサール・ゴンザレスと対戦し、10回TKO勝ち。
2009年8月28日、20戦目のIBF世界ライトヘビー級王座決定戦でクリントン・ウッズと対戦し、12回判定勝ち。20戦全勝で世界王座を獲得した。
2010年8月7日、グレン・ジョンソンに3-0の判定勝ちで初防衛に成功した。
2012年2月18日、元WBA世界ライトヘビー級王者ガブリエル・カンピージョに2-1の判定勝ちで4度目の防衛に成功した。
2013年3月9日、元4団体ミドル級統一世界王者のバーナード・ホプキンスに0-3の判定負けで5度目の防衛に失敗し、王座から陥落した。
2013年9月28日、WBC世界ライトヘビー級王者アドニス・ステベンソンと対戦するが、7回終了後に棄権したためTKO負けとなり王座獲得に失敗した。

## 獲得タイトル
- USBA全米ライトヘビー級王座
- NABA北米ライトヘビー級王座
- NABO北米ライトヘビー級王座
- 第16代IBF世界ライトヘビー級王座（防衛4）